# Ewangelicki Kościół Unii Staropruskiej

Królestwo Prus na granatowo, 1817

Ewangelicki Kościół Unii Staropruskiej (niem. Evangelische Kirche der altpreußischen Union), potocznie nazywany pruską unią kościołów – znany pod szeregiem różnych nazw w zależności od czasów Kościół, utworzony na terenie Królestwa Prus.
Kościół powstał, gdy ówczesny król pruski, Fryderyk Wilhelm III 27 września 1817 r. podpisał dokument unii wyznaniowej, która miała połączyć odrębne dotąd wyznania luterańskie i kalwińskie. Dokument wszedł w życie w dniu 31 października 1817 r. – w rocznicę słynnego wystąpienia Marcina Lutra w Wittenberdze. Tego dnia odbyło się pierwsze wspólne nabożeństwo dla luteran i kalwinistów.
Stanowił ciało skupiające znaczną część niemieckich protestantów.

## Przyczyny
Orędownikiem unii był Friedrich Schleiermacher, niemiecki filozof i teolog luterański, który wyznawał ideały pietystyczne. Pietyzm był prądem religijnym, który narodził się jako sprzeciw wobec zbyt sztywnej i zinstytucjonalizowanej religijności parafii luterańskich. Akcentował potrzebę osobistego nawrócenia, podkreślał ważną rolę społeczności wiernych praktykujących wiarę w podobny sposób.
Nie bez znaczenia był także sam duch epoki Oświecenia i idąca za tym wiara w rozum i racjonalność tego, co otacza człowieka. Przeświadczenie o prawach naturalnych i wspólnych dla wszystkich ludzi, wpływało na znaczną marginalizację zagadnień doktrynalnych i kościelnych. Różnice teologiczne poszczególnych wyznań nie były aż tak istotne.
Ostatnim czynnikiem był zysk polityczny monarchy. W myśl prawa stawał się on głową nowego Kościoła. Otrzymywał w ten sposób realny wpływ na jego działalność, decydował nie tylko o kwestiach finansowych, ale także liturgicznych.
W okresie międzywojennym na obszarze II Rzeczypospolitej funkcjonowały wyodrębnione z Ewangelickiego Kościoła Unii Staropruskiej Ewangelicki Kościół Unijny w Polsce z siedzibą w Poznaniu oraz Ewangelicki Kościół Unijny na polskim Górnym Śląsku. Sukcesorem majątku obu tych Kościołów po II wojnie światowej stał się co do zasady Kościół Ewangelicko-Augsburski w RP.
1 lipca 2003 w Niemczech Ewangelicki Kościół Unii połączył się z Unią Kościołów Ewangelickich (Union Evangelischer Kirchen).